# NGC 7213
NGC 7213 is een spiraalvormig sterrenstelsel in het sterrenbeeld Kraanvogel. Het ligt ongeveer 77 miljoen lichtjaar van de Aarde verwijderd en werd op 30 september 1834 ontdekt door de Britse astronoom John Herschel. NGC 7213 bevindt zich, vanaf de Aarde gezien, op schijnbaar korte afstand ten zuidoosten van de betrekkelijk heldere ster α Gruis (Alnair), en wordt daarom wel eens het Alpha Gruis sterrenstelsel genoemd.

## Synoniemen
- ESO 288-43
- AM 2206-472
- IRAS 22061-4724
- PGC 68165